# Laevidentalina
Laevidentalina es un género de foraminífero bentónico de la subfamilia Nodosariinae, de la familia Nodosariidae, de la superfamilia Nodosarioidea, del suborden Lagenina y del orden Lagenida. Su especie-tipo es Laevidentalina aphelis. Su rango cronoestratigráfico abarca desde el Cretácico hasta la Actualidad.

## Clasificación
Se han descrito numerosas especies de Laevidentalina. Entre las especies más interesantes o más conocidas destacan:
- Laevidentalina aphelis
- Laevidentalina badenensis
- Laevidentalina communis
- Laevidentalina haueri
- Laevidentalina plebeia

Un listado completo de las especies descritas en el género Laevidentalina puede verse en el siguiente anexo.